# Jurgen Çelhaka
Jurgen Çelhaka (Tirana, Albania, 6 de diciembre de 2000) es un futbolista albanés que juega de centrocampista en el NK Olimpija Ljubljana de la Primera Liga de Eslovenia. Ha sido internacional con la selección sub-19 y sub-21 de Albania.

## Clubes
| Club                  | País      | Año       | Partidos | Goles |
| --------------------- | --------- | --------- | -------- | ----- |
| KF Tirana             | Albania   | 2018-2021 | 49       | 1     |
| Legia de Varsovia     | Polonia   | 2021-2025 | 78       | 0     |
| NK Olimpija Ljubljana | Eslovenia | 2025-     | 18       | 1     |

## Palmarés

### Títulos nacionales
| Título                    | Club                  | País      | Año     |
| ------------------------- | --------------------- | --------- | ------- |
| Kategoria e Parë          | KF Tirana             | Albania   | 2017-18 |
| Kategoria Superiore       | KF Tirana             | Albania   | 2019-20 |
| Copa de Polonia           | Legia de Varsovia     | Polonia   | 2022-23 |
| Primera Liga de Eslovenia | NK Olimpija Ljubljana | Eslovenia | 2024-25 |